# 愛櫻會
二代目愛櫻會本部事務所位於三重縣四日市市西濱田町11-13 八頭司大樓的設置，為日本的指定暴力團・六代目山口組的二次團體。家系構成員約200人。

## 略史
原為極東關口一家・「關口愛治」的末子・「橋本達男」在三重縣四日市市聚合愚連隊（不良少年）組成「橋本組」，以「極東」為正式名稱。
1978年、「橋本達男」以"橋本組"為中心結合日本三重縣地方上的「博徒」、「的屋」系的名門組織、約50團體組成「愛櫻會」，並曾經與山口組系列的組織發生多次衝突事件；終於，在1990年10月、與「小西音松」氏結為義兄弟，之後以"舍弟"身分加入五代目山口組；此後，三重縣的幫派組織有九成為山口組系列。
1993年10月、原橋本分家大山組組長・大山康昭的舍弟「三谷省一」、伊勢志摩連合會的會長，昇格為山口組直系組長。
2005年3月，山口組例行會議中五代目山口組的舍弟・初代會長橋本達男宣布正式引退；家業由愛櫻會 周次郎一家總長，橋本會長的兒子菱田達之氏繼承。
2015年11月15日，菱田達之橫死自宅前。

## 歷代會長
- 初代目：橋本達男（五代目山口組舎弟，橋本組初代組長）
- 二代目：菱田達之（六代目山口組若中，八代目周次郎一家總長）

## 最高幹部
（2013）
- 會長・菱田達之
- 副會長・小池勇次（十代目研谷一家總長）
- 若頭・杉山志津雄（五代目伊勢神戶一家總裁）
- 舍弟頭・鈴木夏樹（三代目橋本組組長）
- 本部長・玉城英樹（九代目神戶屋一家總裁）
- 若頭補佐・中山哲也（中山會會長）
- 若頭補佐・濱田隆弘（九代目周次郎一家總長）
- 舍弟頭補佐・高山博武（高博會會長）

## 其他組員

### 舍弟
- 田口 茂（二代目大山組組長）
- 加藤邦廣（六代目伊勢西川組總長）

### 幹部
- 鯖戸茂美（十代目津南一家組長）
- 北村幸広（七代目大垣岡田組組長）

### 若眾
- 萩原敏継（八代目萩原組組長）
- 伊藤重幸（名賀連合會會長）
- 海野寛次（五代目上條）
- 寺尾眞作（伊勢川島一家總裁）
- 會長付 - 佐藤浩史（研谷一家幹事長 史龍會會長）
- 會長付 - 土屋直哉（研谷一家若頭補佐 直仁興業組長）